# Цзелун-1
Цзелун-1 (кит.: 捷龙一号 «дракон», англ. Smart Dragon 1 (SD-1)) — чотирьохступінчаста твердопаливна ракета-носій малого класу, розроблена Китайським дослідницьким інститутом ракетної техніки (КДІРТ) і China Rocket — дочірньою компанією Китайської аерокосмічної науково-технічної корпорації (CASC) у 2018 році. Перший запуск трьох комерційниї супутників був здійснений 17 серпня 2019 року з мобільної пускової установки, розташованої на схід від майданчику 91 космодрому Цзюцюань у провінції Ганьсу. Перший супутник – 65-кілограмовий “Цяньшен-1”. Другий – мікросупутник “Синшидай-5”, призначення якого – спостереження за лісами, полями і океаном. Третій – 6U-кубсат “Тяньци-2”, його вага 8 кг.
Ракета предназначена для задоволення ринкового попиту на запуск невеликих комерційних супутників вагою до 150 кілограм на сонячно-синхронну орбіту висотою 700 кілометрів, відзначається коротким виробничим циклом (всього 6 місяців) і може бути підготовлена до запуску впродовж 24 годин. Компанія планує завершити п'ять запусків ракети-носія до кінця 2020 року.
За допомогою РН до 2021 року планують запустити угрупування супутників Leo, оснащених автопілотом і ШІ. Мережа супутників буде складатися із 192 апаратів.

## Особливості конструкції
«Цзелун-1» має незвичайну конфігурацію: модуль корисного навантаження ракети перебуває між третім і четвертим ступенями у перевернутом положенні. Відсік двигунів четвертого ступеня також перевернутий і розташований вище корисного навантаження. Після відділення верхній ступінь розвертається на 180°, щоб завершити виведення корисного навантаження на орбіту. Можливі два типи обтічників для корисного навантаження: діаметром 1,1 метра і довжиною 1,5 метра або діаметром 1,4 метра і довжиною 2 метри. Запуски проводять з мобільної пускової установки.